# NGC 2364
NGC 2364 — вероятно, астеризм в созвездии Единорог.
Этот объект входит в число перечисленных в оригинальной редакции «Нового общего каталога».
Состоит из двух протянувшихся с севера на юг линий, каждая из которых состоит из полудюжины звёзд. Эти звёздные потоки наклонены друг относительно друга, а на севере, на видимой вершине объекта, есть одиночная звезда. Между этими линиями пустота. К западу от восточной из них находится беспорядочная полоса таких же ярких звёзд. В Пересмотренном Новом общем каталоге объект отмечен как «не найденный».